# 할키 신학교

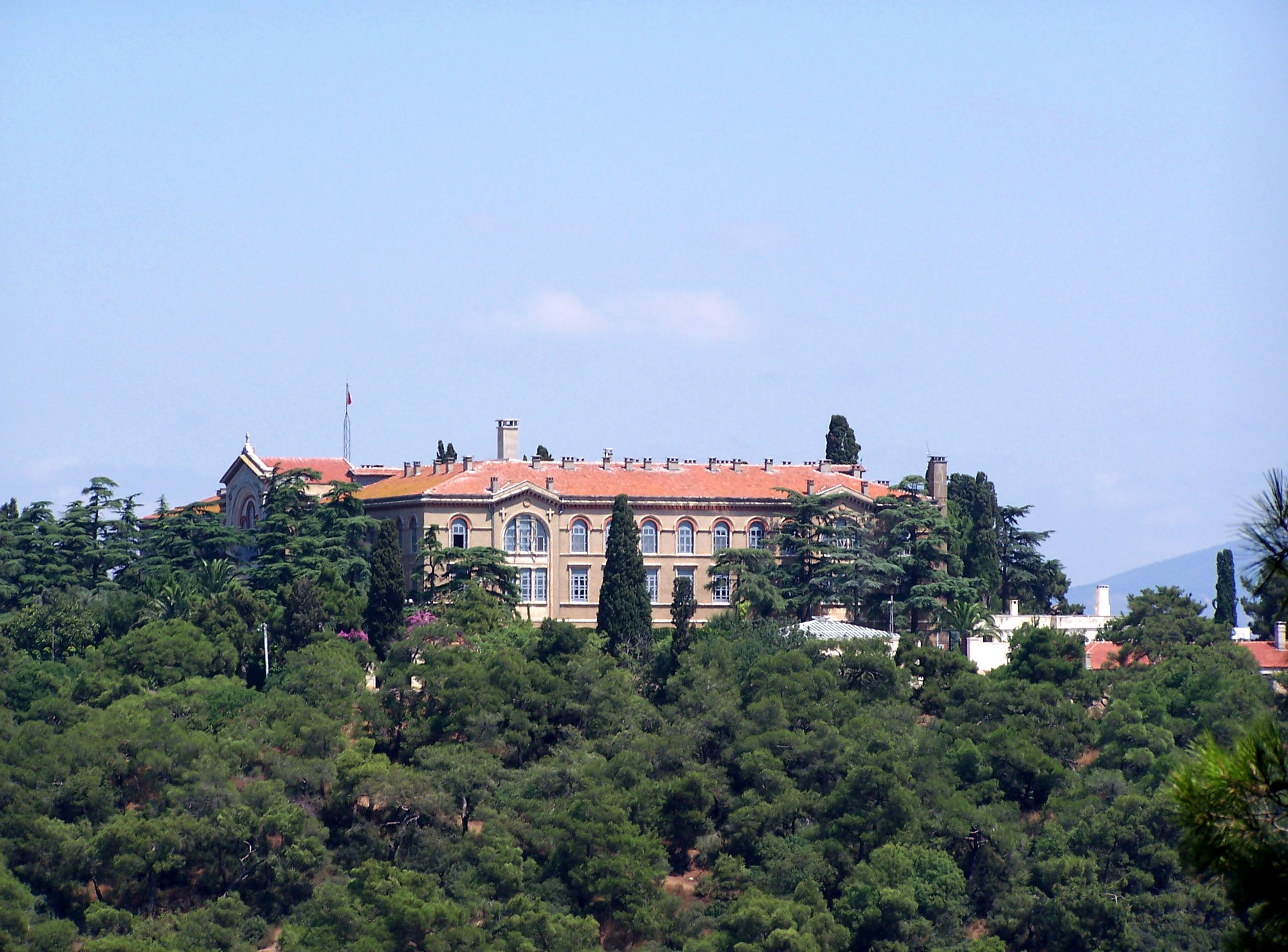
희망의 언덕 꼭대기에 있는 할키 신학교

할키 신학교(그리스어: Θεολογική Σχολή Χάλκης, 튀르키예어: Ortodoks Ruhban Okulu)는 1844년 10월 1일 마르마라해의 왕자의 섬에서 두 번째로 큰 섬인 할키 섬(헤이벨리아다)에 세워졌던 학교이다. 이 학교는 1971년 터키 의회가 사립 고등교육기관을 금지하는 법을 제정하기 전까지 동방 정교회의 콘스탄티노폴리스 총대주교청의 주요 신학교였다. 로마 시대 삼위일체 수도원 터였던 할키 섬의 희망의 언덕 꼭대기에 자리잡고 있다. 학교 시설은 수도원에서 계속 관리되고 있으며 회의장소로 이용되고 있다. 이스탄불에서 배를 타고 약 한 시간 만에 갈 수 있다.

## 역사
할키 신학교가 있는 장소에는 약 천년 전에 포티오스 1세 총대주교가 세운 삼위일체 수도원이 있었다. 오스만 제국 시대에 수도원은 황폐화되었다. 1844년 10월 1일 착좌한 총대주교 게르마노스 4세는 수도원은 신학교로 용도를 변경했다. 17세기에 지어진 경당을 제외한 모든 건물은 1894년 이스탄불 지진으로 무너졌지만, 건축가 페리클리스 포티아디스에 의해 1896년 10월 6일 재건되었다. 학교 건물들은 1950년대에도 수리되었다.
1844년 설립된 이 학교에는 7학년제가 있었는데, 4학년의 고교 과정과 이후 3학년의 신학 과정이다. 1899년 고등부가 폐지되면서 할키 신학교는 5학년제의 학원으로 기능하였다. 1923년 터키 공화국이 건국됨과 동시에 할키 신학교에는 다시 7학년제가 부활하였다. 1951년 학년제는 3학년의 고교 과정과 4학년의 신학 과정으로 바뀌었다.
학교 시설로는 삼위일체 경당, 스포츠 및 레크리에이션 센터, 기숙사, 양호실, 호스피스, 사무실, 역사 문헌과 학술지, 필사본 등이 소장된 학교 도서관이 있었다. 특히 도서관에는 12만 권 이상의 도서가 소장되어 있었다.
할키 신학교는 990명의 졸업생을 배출했고, 그 중 많은 사람이 사제와 주교, 대주교, 신학자, 총대주교 등이 되었다. 졸업생들 중 많은 이가 사후 학교 사유지에 매장되기도 했다. 세계 도처에서 온 정교회 신자들이 이 신학교에 입학하고 졸업한 후 세계 전역으로 진출했다.

## 강제 폐교
1971년에 모든 사립대학은 국립대학과 제휴해야 한다고 규정한 사립대학교법 조항은 터키 헌법재판소에 의해 위헌 판결을 받았다. 이후 모든 사립고등교육기관은 대학교와 통폐합되었다. 1961년 터키 헌법 제130조는 다음과 같이 명시하고 있다.
“재단이 국가의 감독과 사찰을 받는 비영리 대학교를 설립하는 것이 허용된다.”

그러나 132조는 다음과 같이 명시하고 있다.
“터키군과 터키 경찰만이 사립 대학교 개교가 허용된다.”

할키 학교의 신학과가 문을 닫아 고등학교가 되었음에도 불구하고 터키 정부는 더 이상 학생들이 이 학교에 다니는 것을 허용하지 않았다. 이 학교는 현재 국제 환경 심포지엄 등 회의장소로만 사용되고 있다.
1998년 11월 2일 할키 이사회는 터키 정부로부터 해산 명령을 받았다. 그러나 국제적인 비난을 받자 1998년 11월 25일 해산 명령이 철회되었다.

## 학교의 위험
2007년 11월 17세기에 지어진 할키 신학교의 주님 변모 경당은 1894년 6월 지진에도 살아났음에도 터키 삼림부 직원들에 의해 거의 완전히 철거되었다. 터키 정부에 의한 폭파 작업은 사전 고시가 없이 진행되었으며, 세계 총대주교의 항의가 있고서야 중단되었다.

## 학교 재개 운동
할키 신학교는 최근 수년 동안 국제적 관심을 받았다. 1998년 1월 미국 의회 상하원은 할키 신학교의 재개를 지지하는 결의안을 채택했다. 유럽 연합 역시 터키의 유럽 연합 가입 협상에서 할키 신학교의 재개를 요구하고 있다. 빌 클린턴 미국 대통령은 1999년 터키를 방문했을 때 할키 신학교를 찾아 쉴레이만 데미렐 터키 대통령에게 할키 신학교의 재개를 허용할 것을 촉구했다.
2009년 4월 6일 버락 오바마 대통령은 터키 의회에서 한 연설에서 터키가 할키 신학교를 다시 개교해야 한다는 입장을 다시 한 번 밝혔다.
“종교의 자유와 표현의 자유는 오직 나라를 부강하게 만드는 강하고 활기 넘치는 시민 사회로 만듭니다. 이것이 왜 할키 신학교의 문을 다시 여는 것 같은 조치를 취하는 것이 터키 뿐만 아니라 터키 외의 다른 나라에도 중요한 신호를 보낸다고 말하는 이유입니다. 법규를 지키는 것만이 모든 사람을 위한 정의로부터 나오는 안전을 이루는 유일한 방법입니다.”

이러한 정서는 워싱턴에서 미국 국무장관 힐러리 클린턴이 세계 총대주교 바르톨로메오스를 저녁 만찬에 초대하면서 확산되었다.
평론가들은 터키 정부가 겉으로는 할키 신학교의 문을 다시 개설하려는 듯 하면서 실제로는 내부의 정치적 갈등 때문에 전혀 진행하고 있지 않다고 말한다. 신학교가 다시 문을 열려면 헌법 개정이 필수인데, 이 때 야당들이 민족주의를 선동하는 수단으로 이용할 가능성이 있다.
2010년 터키 신문 투데이 자만의 기자가 세계 총대주교청에게 이 문제를 유럽 인권 재판소에 소송을 제기할 계획이 있는지에 대해 물었다. 세계 총대주교청은 그러한 절차를 밟기를 원치 않는다고 대답했지만, 바르톨로메오스 총대주교는 만약 학교 재개교가 전혀 진척되지 않는다면 그럴 것이라는 말을 했다.
2012년 3월 터키의 에르도안 총리와 미국의 버락 오바마 대통령이 한국에서 회담을 가졌다. 회담에서 에르도안 총리는 오바마 대통령에게 소수 종교들을 보호하기 위한 노력의 일환으로 할키 신학교가 문을 열 것이라고 말했다.
2013년 1월 터키 신문 투데이 자만(Today's Zaman)은 재단 위원회(Council of Foundations)가 할키 신학교의 소유자인 아야 트리아다 수도원 재단(Aya Triada Monastery Foundation)에 190 헥타르의 토지를 반환하였다고 보도했다. 이는 당시 터키 국내에서 소수 민족이 반환받은 가장 큰 규모의 재산 반환이었다. 신학교 주변의 삼림지를 포함해 토지 대부분을 반환받았다.
2013년 1월 30일 힐러리 클린턴 미국 국무장관은 세계 총대주교청에게 보낸 서신에서 할키 신학교 재개교에 대한 지지 입장을 재확인하고, 터키와 이슬람 세계에서 종교의 자유와 민족 간 대화가 지속되기를 바란다는 입장을 밝혔다.
“우리는 종교 간, 인종 간 이해를 증진시키고 터키와 그 주변 나라에서 종교의 자유에 대한 인식을 높이기 위해 위대한 노력을 해왔습니다.”
“성하께서는 종교의 다양성을 인정하는 터키의 다채로운 전통을 유지하도록 공헌하심으로써 많은 사람에게 감화를 주고 계십니다. 저는 종교의 자유의 빛나는 상징으로써 할키 신학교가 다시 문을 여는 그 날을 고대하고 있습니다.”
현재까지 할키 신학교는 여전히 폐교 상태이며, 터키의 민족주의자들과 민족주의자 운동당, 행복당 등 이슬람 정당들 뿐만 아니라 세속주의 정당인 공화인민당과 여당인 정의개발당에서도 할키 신학교의 재개교에 대해 강하게 반대하고 있다.